# Lijst van weg- en veldkapellen in Laarbeek
Dit is een onvolledige lijst van veldkapellen in de gemeente Laarbeek. Kapelletjes komen vooral in het zuiden van Nederland voor en werden dikwijls gebouwd ter verering van een heilige.
| Kapel               | Adres                    | Plaats       | Bouwperiode | Architect | Foto                                 |
| ------------------- | ------------------------ | ------------ | ----------- | --------- | ------------------------------------ |
| Mariakapel          | Bakelseweg               | Aarle-Rixtel | 1950        |           | Veldkapel, Bakelseweg (Aarle-Rixtel) |
| Mariakapel          | Bosscheweg 16            | Aarle-Rixtel |             |           |                                      |
| Sint-Leonarduskapel | Kapelstraat-Lage Heesweg | Beek en Donk |             |           |                                      |
| Sint-Servatiuskapel | Lieshoutseweg            | Lieshout     | 1996        |           |                                      |
| Kruiswegstaties     | Processiepark            | Mariahout    |             |           |                                      |
| Sint-Servatiuskapel | Ginderdoor               | Mariahout    |             |           |                                      |